# Vitaa
Charlotte Gonin, dite Vitaa, est une auteure-compositrice-interprète française, née le 14 mars 1983 à Mulhouse (Haut-Rhin).
Sa collaboration avec Diam's en 2006 sur le titre Confessions nocturnes lui permet de se faire connaître du grand public.
Forte de cette exposition, première artiste signant un contrat avec Motown France, elle sort alors plusieurs albums : À fleur de toi (2007), Celle que je vois (2009), Ici et maintenant (2013), La même (2015) et J4M (2017), et connaît plusieurs succès en collaboration avec d’autres artistes dont Diam's, Gims, Amel Bent, Claudio Capéo, Stromae, Dadju et Slimane.
Entre 2018 et 2020, elle est l'une des quatre coachs de The Voice Belgique et The Voice Kids Belgique aux côtés de Slimane, avec qui elle sort un album-concept en duo VersuS (2019). En 2020, elle remporte aux Victoires de la musique le trophée de la meilleure chanson originale.
En novembre 2023 et 2024, elle remporte le prix d'artiste féminine francophone de l'année des NRJ Music Awards 2023.
La même année, elle devient marraine de la saison 11 de Star Academy sur TF1.
En 2020, elle devient un membre des Enfoirés aux côtés d'Amel Bent, Lorie et Jenifer. Elle participe à tous leurs derniers albums sauf en 2022: Le Pari(s) des Enfoirés (2020), À côté de vous (2021), Enfoirés un jour, toujours (2023) et On a 35 ans ! (2024).

## Biographie

### Jeunesse et formation
Née le 14 mars 1983 à Mulhouse, Vitaa, de son nom de naissance Charlotte Gonin, grandit dans le village de Lucenay dans le Beaujolais puis dans l'ouest lyonnais, à Chevinay. Son père est français et sa mère Geneviève est française d'origine italienne. Bercée par la variété française de Jacques Brel et Francis Cabrel autant que par la soul de Marvin Gaye, elle commence à chanter à l’âge de onze ans. À quinze ans, elle donne ses premiers concerts sur des petites scènes, avant de quitter la maison familiale à l'âge de dix-sept ans.
Après son baccalauréat, elle obtient un BTS en commerce international. Animée par l'envie d'écrire, elle travaille à ses chansons après les cours. Pendant quelques années, elle travaille dans un magasin de vêtements au centre commercial La Part-Dieu à Lyon, puis part vivre à Paris.
Elle s'inspire du deuxième prénom de sa mère et du prénom de son arrière-grand-mère, Vita (version féminine de Vito, Guy, qui signifie également « vie » en italien), pour son nom de scène. Elle rencontre alors Akos, qui deviendra son compositeur attitré et sera le premier à la faire enregistrer dans un studio professionnel.

### Carrière
Vitaa enregistre de nombreuses maquettes quand en 2001 Dadoo la convie à chanter le refrain de Pas à pas et le titre Oublie. Ce dernier sera diffusé en radio et contribue à la faire connaître sous le nom de Vitaa. Durant les années qui suivent, Vitaa enchaîne les petits boulots pour payer son loyer et tente vainement de signer un contrat avec une maison de disques.
Elle enregistre un deuxième duo pour l'album de Dadoo, Sur ta route, avant d'enchaîner des duos avec divers artistes (Mytho avec Mafia K'1 Fry, Bol d'air avec Rohff et Jasmin Lopez, Peur d'aimer avec Nessbeal, et Ne dis jamais avec Sinik). C'est avec Diam's qu'elle se fait connaître du grand public, avec le titre Confessions nocturnes.

#### DeÀ Fleur de ToiàCelle que je vois(2007-2010)
Première artiste sous contrat avec le label Motown France, elle sort son premier album solo À fleur de toi le 5 février 2007, porté par le titre éponyme et Ma sœur. L'album entre directement à la première place des ventes en France avec 60 385 disques vendus en première semaine. Il est la plus forte vente d'albums par une artiste féminine cette année-là. Écoulé à plus de 400 000 exemplaires, il sera certifié triple disque de platine deux années après sa sortie.
En février 2008, Vitaa commercialise son premier DVD, Mon univers : Un an avec Vitaa, qui retrace le succès de l'album À fleur de toi jusqu'au concert à la Cigale.
Le deuxième album, intitulé Celle que je vois, sort le 28 décembre 2009, comprenant le titre Une fille pas comme les autres. Auteure-compositrice, elle travaille pour ce disque avec Skalpovich pour les musiques et la réalisation. L'album ne connaît pas le succès, se vendant à 30 000 exemplaires.
En 2010, la chanteuse fait les premières parties des trois concerts français de Rihanna, lors du Last Girl on Earth Tour.

#### D'Ici et maintenantàLa Même(2013-2015)

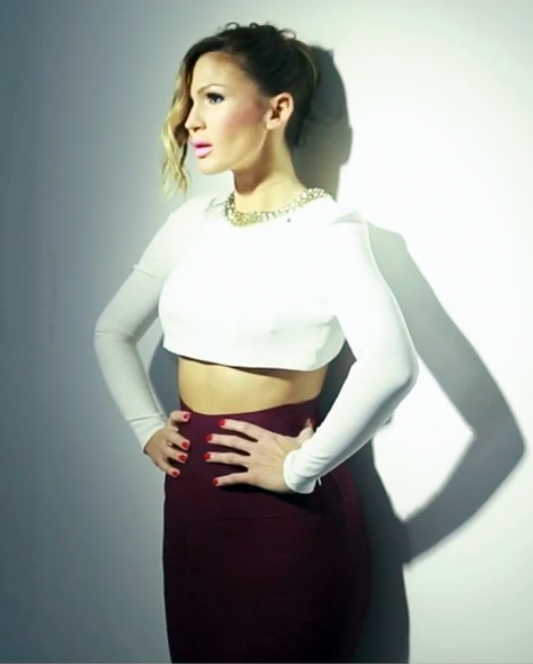
Vitaa pendant une séance photo promotionnelle en 2014.

Le 18 novembre 2013, elle publie son 3e opus Ici et maintenant, qui comprend des productions de Maître Gims, Renaud Rebillaud et Street Fabulous. Le premier extrait est Game Over en featuring[Quoi ?] avec Maître Gims : le clip dépasse les 110 millions de vues, et le titre se classe numéro un des ventes.
En 2014, elle co-interprète la version francophone du titre Feel Good de Robin Thicke.
Elle quitte le label Def Jam pour le nouveau label de Maître Gims, Monstre Marin Corporation (MMC).
Le 6 novembre 2015, Vitaa dévoile son quatrième album, La même, porté par les singles Vivre, No Limit et T'es où ?. Il est synonyme de virage artistique pour la chanteuse, dont la musicalité tend davantage vers la pop.

#### J4M(2017-2018)
Alors qu'elle fête ses dix années de carrière, Vitaa sort le 5 mai 2017 son cinquième album, J4M, marqué notamment par sa collaboration avec Stromae et soutenu par les titres Ça les dérange (avec Jul), Bienvenue à Paris, Dans ma tête, Peine et pitié (accompagné d'un clip réalisé par Stromae), Comme d'hab et Un peu de rêve (avec Claudio Capéo).
En 2018, elle est choisie par la RTBF pour devenir coach dans la septième et huitième saison de The Voice Belgique,. Elle sort également un titre inédit Oui, ça va aux côtés de Franglish.
Pour la promotion de la réédition de J4M, elle commercialise le titre Je te le donne en duo avec Slimane,, dont elle dévoile le clip, le 30 octobre. Intitulée Just Me, Myself & Moi-Même, l’opus contient des inédits dont notamment une collaboration avec Dadju sur le titre Désaccord. Cet album connaît le succès et est certifié disque de platine, et Vitaa est alors nommée à trois reprises aux NRJ Music Awards 2018.

#### VersuS(2019-2021)
À la suite du succès de leur duo, Vitaa sort un album entier en duo avec Slimane, VersuS,. Considéré comme l'un des disques les plus attendus de l'année, cet album concept est accueilli favorablement par la critique,, et comporte 19 titres dont des collaborations avec Amel Bent, Kendji Girac, Gims, Camélia Jordana, ainsi qu'un titre en hommage à l'affaire Maëlys. L'album entre directement à la première place des ventes en France et est rapidement certifié triple disque de platine, grâce aux singles Ça va ça vient, Avant toi et Pas beaux. En moins d'un an, l'opus a été certifié disque de diamant et 500 000 exemplaires ont été vendus.
En 2020, elle double le personnage de princesse Poppy dans Les Trolls 2 : Tournée mondiale.
À l'automne 2020 paraît une réédition de l'album VersuS qui comporte 10 titres inédits. Vitaa a publié sur son compte Instagram un cliché en studio accompagné du chanteur M. Pokora, un duo (trio) serait alors en préparation. En fait, il n'y a pas de trio parce que ce cliché provenait des images pour l'enregistrement des musiques françaises du film Les Trolls 2 : Tournée mondiale. Vitaa écrit le morceau Si on disait pour M. Pokora. Le duo de chanteurs (collaboration avec Slimane) dévoile le premier single de cette nouvelle édition Ça ira le 14 août 2020.

#### Sorøre(2021)
Le 4 juin 2021, elle sort un album commun avec Amel Bent et Camelia Jordana : Sorøre,,,,.
Elles réunissent les grands succès issus de leurs répertoires respectifs ainsi que trois interludes (La seule, Chanter et Toi tu dis). Ainsi elle fait une reprise de Ma sœur avec Amel Bent et Camélia Jordana, devenue single d'or.

#### Charlotte(2024)
Après la parenthèse de VersuS, Vitaa revient avec un nouvel album solo intitulé Charlotte, dont le titre en signale la part personnelle. Sorti le 6 octobre 2023, il connaît un grand succès.

## Vie privée
Vitaa est mariée avec Hicham Bendaoud depuis 2010. Le 24 juillet 2011, elle donne naissance à leur premier enfant, un garçon nommé Liham. Le 25 octobre 2014, elle donne naissance à un deuxième garçon, Adam, puis le 10 avril 2022 à une fille nommée Noa.
Elle vit à Rueil-Malmaison (Hauts-de-Seine). Dans la matinée du 20 décembre 2023, elle et sa famille sont victimes d'un cambriolage perpétré par trois individus. En février 2025, les cerveaux présumés, âgés de 19 à 23 ans, sont interpellés et placés en garde à vue.

## Émissions de télévision
- 2018-2019 : The Voice Belgique sur La Une :  jurée
- 2019 : Destination Eurovision 2019 sur France 2 : jurée
- 2020 : The Voice Kids Belgique sur La Une : jurée
- 2020-2024 (hormis 2022) : Les Enfoirés sur TF1 : participante
- 2022 : The Voice Belgique (saison 10) sur La Une : coach d'honneur
- 2022 : Mask Singer (saison 4) sur TF1 : enquêtrice
- 2023 : Saison 9 de The Voice Kids  sur TF1 : co-coach
- 2023-2024 : Star Academy (saison 11) sur TF1 : marraine

## Vidéographie

### Clips
- 2006 : Ne dis jamais (avec Sinik)
- 2006 : Confessions nocturnes (avec Diam's)
- 2006 : À fleur de toi
- 2007 : Ma sœur
- 2007 : Toi
- 2007 : Pourquoi les hommes ?
- 2008 : Tu peux choisir (avec Gage)
- 2009 : Une fille pas comme les autres
- 2010 : Pour que tu restes
- 2010 : Un respect mutuel (avec Collectif Kilomaitre)
- 2013 : Game Over (avec Maître Gims)
- 2013 : Avant toi (avec Amel Bent)
- 2015 : Vivre
- 2015 : No Limit
- 2015 : T'es où ?
- 2016 : Ça les dérange (avec Jul)
- 2016 : Mégalo (avec Lartiste)
- 2016 : Bienvenue à Paris
- 2016 : Dans ma tête
- 2016 : Tu me laisseras
- 2017 : Peine et pitié
- 2017 : Comme dab
- 2017 : Bella ciao (avec Gims, Dadju, Slimane et Naestro)
- 2017 : Un peu de rêve (avec Claudio Capéo)
- 2018 : Désaccord (avec Dadju)
- 2018 : Je te le donne (avec Slimane)
- 2019 : VersuS (avec Slimane)
- 2019 : Ça va ça vient (avec Slimane)
- 2019 : Avant toi (avec Slimane)
- 2020 : Pas beaux (avec Slimane)
- 2020 : Ça ira (avec Slimane)
- 2021 : De l'or (avec Slimane)
- 2021 : Ma sœur (avec Amel Bent et Camélia Jordana)
- 2021 : Prends ma main (avec Gims)
- 2023 : Charlotte
- 2023 : Les choses qu'on fait
- 2023 : Je n'oublie pas
- 2023 : Loro Piana (avec Alonzo)

## Récompenses et nominations
| Année                        | Travail nommé                   | Catégorie                                                  | Résultat   |
| ---------------------------- | ------------------------------- | ---------------------------------------------------------- | ---------- |
| NRJ Music Awards 2017        | Elle-même                       | Artiste féminine francophone de l'année                    | Nomination |
| NRJ Music Awards 2018        | Elle-même et Claudio Capéo      | Groupe/duo francophone de l'année                          | Nomination |
| NRJ Music Awards 2018        | Elle-même                       | Artiste féminine francophone de l'année                    | Nomination |
| NRJ Music Awards 2018        | Un peu de rêve                  | Chanson francophone de l'année (en duo avec Claudio Capéo) | Nomination |
| NRJ Music Awards 2019        | Elle-même et Slimane            | Groupe/duo francophone de l'année                          | Nomination |
| NRJ Music Awards 2019        | Elle-même                       | Artiste féminine francophone de l'année                    | Nomination |
| NRJ Music Awards 2019        | Ça va ça vient                  | Chanson francophone de l'année (en duo avec Slimane)       | Nomination |
| NRJ Music Awards 2019        | Ça va ça vient                  | Performance francophone de la soirée (en duo avec Slimane) | Lauréat    |
| Victoires de la musique 2020 | Ça va ça vient                  | Chanson originale (en duo avec Slimane)                    | Lauréat    |
| La Chanson de l'année 2020   | Avant toi (en duo avec Slimane) | Chanson de l'année                                         | Lauréat    |
| NRJ Music Awards 2020        | Elle-même et Slimane            | Groupe/duo francophone de l'année                          | Lauréat    |
| NRJ Music Awards 2020        | Avant toi                       | Chanson francophone de l'année (en duo avec Slimane)       | Lauréat    |
| NRJ Music Awards 2020        | Ça ira                          | Clip de l'année (en duo avec Slimane)                      | Lauréat    |
| NRJ Music Awards 2020        | Avant toi (en duo avec Slimane) | Performance francophone de la soirée                       | Nomination |
| NRJ Music Awards 2021        | Elle-même et Slimane            | Groupe/duo francophone de l'année                          | Lauréat    |
| NRJ Music Awards 2021        | De l'Or                         | Clip de l'année (en duo avec Slimane)                      | Lauréat    |
| NRJ Music Awards 2023        | Elle-même                       | Artiste féminine francophone de l'année                    | Lauréat    |
| NRJ Music Awards 2024        | Elle-même                       | Artiste féminine francophone de l'année                    | Lauréat    |
| MTV Europe Music Awards 2024 | Elle-même                       | Meilleur artiste français                                  | Nomination |

### DVD
- 2008 : Mon univers - Un an avec Vitaa

## Filmographie
- 2020 : Les Trolls 2 : Tournée mondiale, film d'animation américain : la reine Poppy (voix française ; Anna Kendrick en VO)
- 2023 : Les Trolls 3, film d'animation américain : la reine Poppy (voix française ; Anna Kendrick en VO)
- 2025 : Tout pour la lumière, feuilleton télévisé : Ophélia, une artiste venue donner des masterclass.